# Gabinet del Regne Unit
El Gabinet del Regne Unit és el cos dels ministres de major jerarquia del govern del Regne Unit, nomenats pel Primer ministre. La majoria dels membres del Gabinet són caps de departaments del govern, amb el títol de secretari d'Estat.

## Membres del Gabinet britànic
Els següents són els membres actuals del Gabinet de Boris Johnson després de la sortida de Theresa May com a primera ministra el 24 de juliol de 2019:

### Ministres del Gabinet
- Primer ministre, Primer lord del Tresor i Ministre per al Servei Civil: Boris Johnson[2]
- Primer Secretari d'Estat i Canceller del Ducat de Lancaster: David Lidington
- Ministre d' Hisenda: Sajid Javid
- Ministre de l'Interior del Regne Unit: Priti Patel
- Secretari d'Estat d'Afers Exteriors i del Commonwealth: Dominic Raab
- Secretari d'Estat per a la Sortida de la Unió Europea: Stephen Barclay
- Secretari d'Estat per a la Defensa: Ben Wallace
- Lord Canceller i Secretari d'Estat per a la Justícia: Robert Buckland
- Secretari d'Estat per a la Salut i l'Assistència Social: Matt Hancock
- Secretària d'Estat per a l'Empresa, l'Energia i l'Estratègia Industrial: Andrea Leadsom
- Secretària d'Estat per al Comerç Internacional i Presidenta de la Comissió de Comerç: Liz Truss
- Secretari d'Estat per a l'Educació: Gavin Williamson
- Secretària d'Estat per al Medi ambient, l'Alimentació i els Assumptes Rurals: Theresa Villiers
- Secretari d'Estat per al Transport: Grant Shapps
- Secretària d'Estat per a l'Ocupació i les Pensions: Amber Rudd
- Líder de la Cambra dels Lords i Lord del Segell Privat: Michael Gove
- Secretari d'Estat per a Escòcia: Alister Jack
- Secretari d'Estat per a Gal·les: Alun Cairns
- Secretari d'Estat per a Irlanda del Nord: Julian Smith
- Secretari d'Estat per al Desenvolupament Internacional i Ministra per a les Dones i les Igualtats: Alok Sharmer
- Secretària d'Estat per a la Cultura, els Mitjans de comunicació i l'Esport: Nicky Morgan

### Atenen el gabinet sense ser membres plens
- Secretària d'Estat per a l'Habitatge, les Comunitats i el Govern Local: Esther McVey
- Secretària-Cap del Tresor: Elizabeth Truss
- Líder de la Cambra dels comuns i Lord Presidenta del Consell: Jacob Rees-Mogg
- Secretari Parlamentari del Tresor: Rishi Sunak
- Líder del Grup Parlamentari (Chief Whip) Mark Spencer
- Ministeri públic: Geoffrey Coix
- Ministra d'Estat per a l'Energia i el Creixement Net: Claire Perry
- Ministra d'Estat per a la Immigració: Caroline Nokes